# Vicente Iborra
Vicente Iborra de la Fuente (Moncada, 16 januari 1988) is een Spaans voetballer die doorgaans als defensieve middenvelder speelt. Hij verruilde Olympiakos Piraeus in 2024 voor Levante. In het het Europees clubvoetbal had Iborra veel succes; hij won viermaal de UEFA Europa League (Sevilla en Villareal) en eenmaal de UEFA Europa Conference League (Olympiakos Piraeus).

## Clubcarrière
Iborra komt uit de jeugdopleiding van Levante. Hij debuteerde in het eerste elftal gedurende het seizoen 2007/08. Op 9 januari 2008 speelde hij mee in de Copa del Rey tegen Getafe. Vier dagen later speelde hij mee tegen Real Madrid (0-2 verlies). Op 30 maart 2008 scoorde hij het winnende doelpunt tegen Almería.
Iborra verruilde Levante in 2013 voor Sevilla. Daarmee won hij in zowel 2013/14, 2014/15 als 2015/16 de UEFA Europa League. De Spaanse club was daarmee de eerste in de geschiedenis die dit toernooi drie keer achter elkaar won. Iborra was een van zes spelers die in alle drie die jaren deel uitmaakte van de ploeg, samen met Daniel Carriço, Kévin Gameiro, José Antonio Reyes, Vitolo en Coke.

## Clubstatistieken
| Seizoen | Club           | Land              | Competitie       | Competitie | Competitie | Beker | Beker | Internationaal | Internationaal | Totaal | Totaal |
| Seizoen | Club           | Land              | Competitie       | Wed.       | Dlp.       | Wed.  | Dlp.  | Wed.           | Dlp.           | Wed.   | Dlp.   |
| ------- | -------------- | ----------------- | ---------------- | ---------- | ---------- | ----- | ----- | -------------- | -------------- | ------ | ------ |
| 2007/08 | Levante        | Vlag van Spanje   | Primera División | 14         | 1          | 2     | 0     | —              | —              | 16     | 1      |
| 2008/09 | Levante        | Vlag van Spanje   | Segunda División | 31         | 3          | 0     | 0     | —              | —              | 31     | 3      |
| 2009/10 | Levante        | Vlag van Spanje   | Segunda División | 36         | 1          | 0     | 0     | —              | —              | 36     | 1      |
| 2010/11 | Levante        | Vlag van Spanje   | Primera División | 16         | 0          | 0     | 0     | —              | —              | 16     | 0      |
| 2011/12 | Levante        | Vlag van Spanje   | Primera División | 32         | 0          | 6     | 1     | —              | —              | 38     | 1      |
| 2012/13 | Levante        | Vlag van Spanje   | Primera División | 35         | 4          | 2     | 1     | 12             | 2              | 49     | 7      |
| 2013/14 | Sevilla        | Vlag van Spanje   | Primera División | 26         | 3          | 2     | 0     | 12             | 1              | 40     | 4      |
| 2014/15 | Sevilla        | Vlag van Spanje   | Primera División | 26         | 7          | 11    | 2     | 4              | 0              | 41     | 9      |
| 2015/16 | Sevilla        | Vlag van Spanje   | Primera División | 29         | 7          | 7     | 1     | 11             | 1              | 47     | 9      |
| 2016/17 | Sevilla        | Vlag van Spanje   | Primera División | 31         | 7          | 5     | 1     | 8              | 0              | 44     | 8      |
| 2017/18 | Leicester City | Vlag van Engeland | Premier League   | 19         | 3          | 7     | 0     | —              | —              | 26     | 3      |
| 2018/19 | Leicester City | Vlag van Engeland | Premier League   | 8          | 0          | 3     | 1     | —              | —              | 11     | 1      |
| 2018/19 | Villarreal     | Vlag van Spanje   | Primera División | 19         | 3          | 1     | 0     | 5              | 1              | 25     | 4      |
| 2019/20 | Villarreal     | Vlag van Spanje   | Primera División | 13         | 0          | 0     | 0     | —              | —              | 13     | 0      |
| Totaal  | Totaal         | Totaal            | Totaal           | 335        | 39         | 54    | 7     | 52             | 5              | 441    | 51     |

## Erelijst
| Competitie                    |         |                           |         |         |
| Competitie                    | Aantal  | Jaren                     |         |         |
| Sevilla                       | Sevilla | Sevilla                   | Sevilla | Sevilla |
| ----------------------------- | ------- | ------------------------- | ------- | ------- |
| UEFA Europa League            | 3x      | 2013/14, 2014/15, 2015/16 |         |         |
| Villarreal                    |         |                           |         |         |
| UEFA Europa League            | 1x      | 2020/21                   |         |         |
| Olympiakos Piraeus            |         |                           |         |         |
| UEFA Europa Conference League | 1x      | 2023/24                   |         |         |